# Tragedia de la tapicería Bonafonte
La tragedia de la tapicería Bonafonte (Zaragoza, 11 de diciembre de 1973) fue un incendio que acabó con la vida de 23 trabajadores que quedaron atrapados en los bajos y el sótano de un taller sin salida de emergencia. Los obreros fueron asfixiados por los gases tóxicos y algunos de ellos murieron carbonizados.

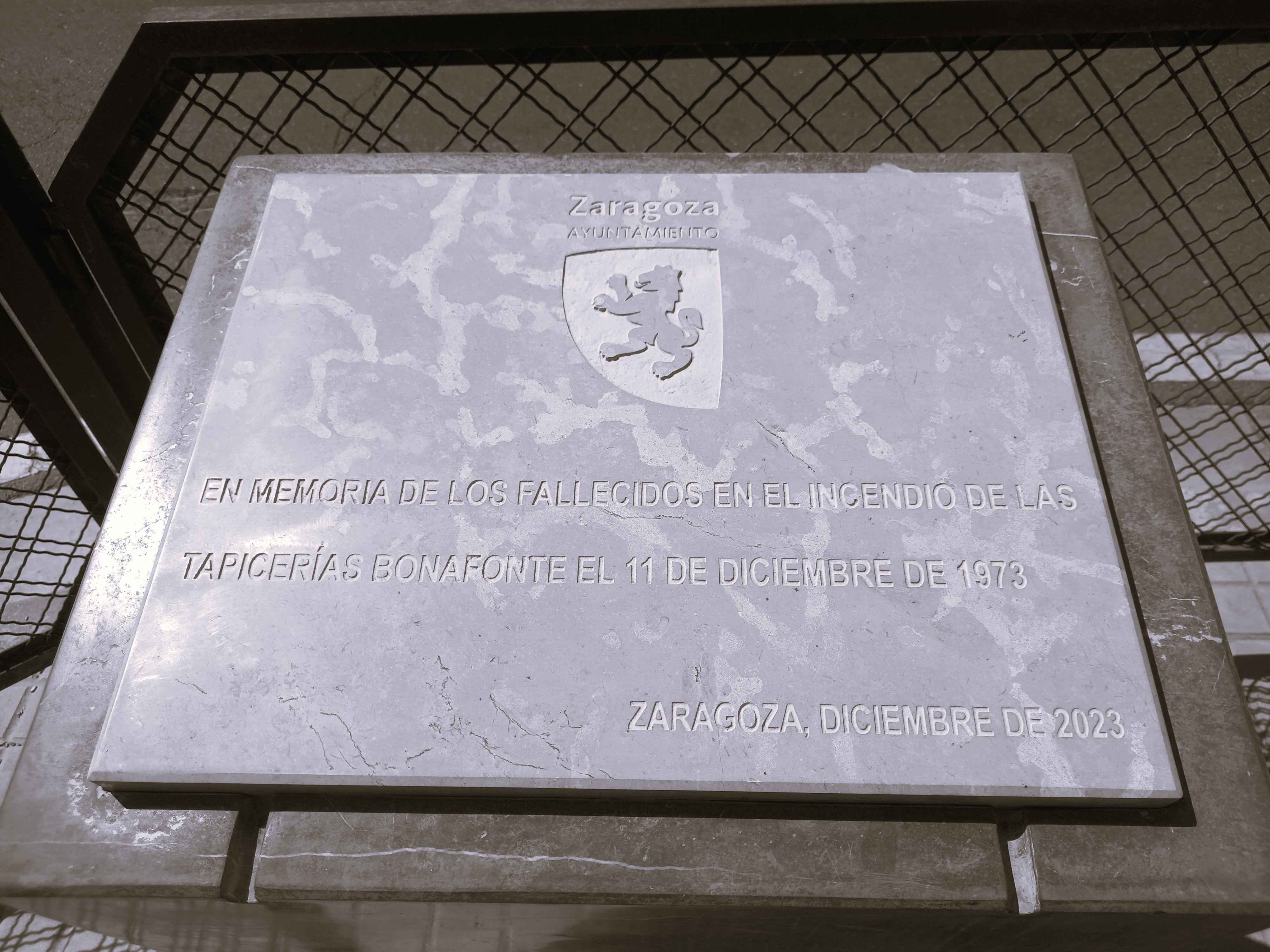

## Desarrollo
Los talleres estaban ubicados en una zona densamente poblada, en la calle de Rodrigo Rebolledo 45, del barrio de las Fuentes, en la ciudad de Zaragoza (España). El incendio fue el resultado de una explosión hacia las 8 de la mañana y se expandió rápidamente por la cantidad de materiales inflamables que se almacenaban en los talleres.  
El espacio de los talleres, con unos mil metros cuadrados, no contaba con una salida de emergencia. Las llamas y el humo ejercieron una presión que imposibilitó a los obreros  levantar las persianas metálicas. Tan solo un joven de 18 años pudo escapar de la muerte para avisar de lo que estaba ocurriendo en el interior. Los bomberos, la Cruz Roja y las ambulancias de la Casa de Socorro y de Sanidad Militar acudieron a la llamada angustiosa de los trabajadores atrapados pero poco pudieron hacer. 
Cuando se consiguió abrir el cierre metálico de una de las puertas, salió una gran bocanada de humo al exterior. Junto a las puertas se encontraron con el cuerpo sin vida de tres de los hombres que habían intentado subir los cierres metálicos. 
Para conseguir el rescate de aquellos que estaban atrapados en el sótano hubo que abrir boquetes en la cimentación mediante compresores y el martillo pilón. Los trabajadores fallecieron por el humo y posteriormente por las llamas, carbonizados.
Uno de los supervivientes relató que aquello era “una ratonera” y que pudo salvarse tras respirar de un compresor.

## Juicio y consecuencias
El juicio se celebró tres años después, en marzo de 1976. Los propietarios, los hermanos Bonafonte, fueron condenados a tres años de prisión menor por un homicidio temerario y a pagar una indemnización  de un millón de pesetas por cada uno de los fallecidos. Se declararon insolventes y poco después fueron indultados. Tampoco recibieron la compensación los vecinos desalojados.
A raíz del trágico suceso y del incendio del Hotel Corona de Aragón, se cambió la legislación para la prevención de incendios, obligando a los talleres y otros establecimientos a contar con una salida de emergencia, además de la obligación de utilizar materiales ignífugos en la construcción y decoración.